# Dennis O'Rourke
Dennis O'Rourke (14. srpna 1945 Brisbane, Austrálie – 15. června 2013) byl australský dokumentarista, filmový producent, režisér a scenárista.
Poté, co opustil studia, cestoval nějaký čas v oblasti Austrálie, Pacifiku a Jihovýchodní Asie, než začal pracovat v australské veřejnoprávní televizi Australian Broadcasting Corporation. Druhou polovinu 70. let strávil ve státě Papua Nová Guinea, který v té době získal nezávislost. Zde pracoval pro místní vládu a natočil svůj první dokumentární film. Dokumenty Dennise O'Rourka získaly řadu domácích a mezinárodních ocenění.

## Filmografie
Informace čerpány z 
- Yumi Yet - Independence for Papua New Guinea (1976)
- Ileksen - Politics in Papua New Guinea (1978)
- Yap... How Did You Know We'd Like TV? (1980)
- The Shark Callers of Kontu (1982)
- Couldn't Be Fairer (1984)
- Half Life (1985)
- The Shark Callers of Kontu (1986)
- Cannibal Tours (1988)
- The Good Woman of Bangkok (1991)
- The Pagode da Tia Beth (1993)
- Cunnamulla (2000)